# Selenia ismalida
Selenia ismalida är en fjärilsart som beskrevs av Dyar 1913. Selenia ismalida ingår i släktet Selenia och familjen mätare. Inga underarter finns listade.